# Barbiselle
Barbiselle è una frazione del comune cremonese di Persico Dosimo.

## Storia
La località era un piccolo villaggio agricolo di antica origine del Contado di Cremona con 167 abitanti a metà Settecento.
In età napoleonica, dal 1810 al 1816, Barbiselle fu già frazione di Persico, recuperando però l'autonomia con la costituzione del Regno Lombardo-Veneto.
All'unità d'Italia nel 1861, il comune contava 307 abitanti.
Nel 1868 il comune di San Vito e Modesto venne aggregato al comune di Carpaneta con Dosimo, decenni dopo confluita a sua volta in Persico Dosimo.